# Orocharis
Orocharis is een geslacht van rechtvleugeligen uit de familie krekels (Gryllidae). De wetenschappelijke naam van dit geslacht is voor het eerst geldig gepubliceerd in 1864 door Uhler.

## Soorten
Het geslacht Orocharis omvat de volgende soorten:
- Orocharis achicos Otte & Perez-Gelabert, 2009
- Orocharis aeschyntelos Otte, 2006
- Orocharis alayoi Otte & Perez-Gelabert, 2009
- Orocharis amusus Saussure, 1897
- Orocharis angustus Desutter-Grandcolas, 2003
- Orocharis apogon Otte, 2006
- Orocharis cayennensis Saussure, 1897
- Orocharis celadinos Otte & Perez-Gelabert, 2009
- Orocharis chronios Otte & Perez-Gelabert, 2009
- Orocharis conspersa Saussure, 1874
- Orocharis ctypodes Otte & Perez-Gelabert, 2009
- Orocharis curiosus Otte, 2006
- Orocharis diplastes Walker, 1969
- Orocharis dominguensis Saussure, 1878
- Orocharis epipolios Otte, 2006
- Orocharis eucelados Otte & Perez-Gelabert, 2009
- Orocharis eumeles Otte & Perez-Gelabert, 2009
- Orocharis euprepes Otte & Perez-Gelabert, 2009
- Orocharis eveches Otte & Perez-Gelabert, 2009
- Orocharis gaumeri Saussure, 1897
- Orocharis habros Otte, 2006
- Orocharis helvola Saussure, 1874
- Orocharis importatus Kevan, 1955
- Orocharis latifrons Rehn, 1909
- Orocharis legnotos Otte, 2006
- Orocharis lividus Chopard, 1912
- Orocharis longivivax Otte & Perez-Gelabert, 2009
- Orocharis luteolira Walker, 1969
- Orocharis maxillaris Saussure, 1897
- Orocharis maya Saussure, 1897
- Orocharis mexicanus Saussure, 1897
- Orocharis minutus Desutter-Grandcolas, 2003
- Orocharis nigrifrons Walker, 1969
- Orocharis nocticola Otte & Perez-Gelabert, 2009
- Orocharis ocellaris Saussure, 1897
- Orocharis orimonos Otte & Perez-Gelabert, 2009
- Orocharis planus Walker, 1869
- Orocharis saltator Uhler, 1864
- Orocharis saussurei Desutter-Grandcolas, 2003
- Orocharis taciturnus Otte, 2006
- Orocharis tibialis Saussure, 1897
- Orocharis tolmeros Otte, 2006
- Orocharis tricornis Walker, 1969